# Dęby (gromada)
Dęby – dawna gromada, czyli najmniejsza jednostka podziału terytorialnego Polskiej Rzeczypospolitej Ludowej w latach 1954–1972.
Gromady, z gromadzkimi radami narodowymi (GRN) jako organami władzy najniższego stopnia na wsi, funkcjonowały od reformy reorganizującej administrację wiejską przeprowadzonej jesienią 1954 do momentu ich zniesienia z dniem 1 stycznia 1973, tym samym wypierając organizację gminną w latach 1954–1972.
Gromadę Dęby z siedzibą GRN w Dębach utworzono – jako jedną z 8759 gromad na obszarze Polski – w powiecie iławeckim w woj. olsztyńskim na mocy uchwały nr 14 WRN w Olsztynie z dnia 4 października 1954. W skład jednostki weszły obszary dotychczasowych gromad Dęby i Parezki oraz miejscowości Kumkiejmy i Kumkiejmy Małe z dotychczasowej gromady Wokiele ze zniesionej gminy Górowo Iławeckie, ponadto miejscowości Orsy, Sigajny i Szklarnia z dotychczasowej gromady Kiwajny ze zniesionej gminy Kandyty, w tymże powiecie. Dla gromady ustalono 9 członków gromadzkiej rady narodowej.
Gromadę zniesiono 1 stycznia 1958, a jej obszar włączono do gromady Górowo Iławeckie w tymże powiecie.